# فوسرولاسیون
فوسرولاسیون یا فُس رُلاسیون (فرانسوی: Fausse relation‎) به معنای ارتباطِ نادرست یا پیوند نامانوس، نوعی نامطبوعی است که گاهی در موسیقی چندصدایی اتفاق می‌افتد و در موسیقی رنسانس رایج بود. این اصطلاح تضادِ کروماتیک بینِ دو نت موسیقی را نشان می‌دهد که به‌طور هم‌زمان یا در نزدیکیِ دو بخش مختلف ملودی به صدا در می‌آید. یا به جای آن در آثار موسیقی قبل از ۱۶۰۰ میلادی، وجود یک چهارم افزوده در بینِ دو نت از آکوردهای مجاور، ارتباطی نادرست خوانده می‌شد.

مثال اول: نوعی از «پیوند نامانوس» در اثری از ویلیام برد.

در مثال بالا نت سل دیز (به رنگ قرمز) متعلق به بخش بالایی یا تنور و نت سل بکار متعلق به بخش باس است، که این امر باعث ایجاد و برخورد با یک صدای یکم افزوده می‌گردد.

مثال دوم: نوعی دیگر از «پیوند نامانوس» در اواخر موسیقی باروک.

در این مثال از اصطلاحِ «فوسرولاسیون» یا «ارتباطِ نادرست» کمتر استفاده می‌شود، زیرا مغایرتِ نت می بمل در سوپرانو و می بکار (به رنگ قرمز) در «بخش باس» که تشکیل یک اکتاو کاسته را می‌دهند، به‌طور هم‌زمان شنیده نمی‌شوند، بنابر این و در این مثال، درجهٔ ششمِ گام مینور ملودیک در بخش بالا، حرکتی نزولی و در بخش باس، حرکتی صعودی دارد که جزیی از «گام مینور ملودیک» است.
در این صورت «پیوند نامانوس» مطلوب است، زیرا این تغییر کروماتیک، از یک ایدهٔ ملودیک یعنی «گام مینور ملودیک» پیروی می‌کند.
از اواخر قرن شانزدهم به بعد بسیاری از آهنگسازان عمداً به عنوانِ یک وسیلهٔ بیان، از این شیوه در آثار خود استفاده کردند. این روش به خوبی تا دورهٔ رمانتیک ادامه یافت و به عنوان مثال در آثار موتسارت و شوپن شنیده می‌شود.

## یادداشت
1. ↑  در منابع معتبر فارسی «فوسرولاسیون» ترجمه و نوشته شده‌است.[۱][۲]